# Ringbrynnstjärnarna
Ringbrynnstjärnarna är varandra näraliggande sjöar i Bergs kommun i Jämtland och ingår i Ljungans huvudavrinningsområde.
- Ringbrynnstjärnarna (Åsarne socken, Jämtland, 696263-138016), sjö i Bergs kommun, 62°45′18″N 13°27′33″Ö / 62.755°N 13.4593°Ö
- Ringbrynnstjärnarna (Åsarne socken, Jämtland, 696278-137985), sjö i Bergs kommun, 62°45′22″N 13°27′12″Ö / 62.7562°N 13.4532°Ö